# Света Неделя (Ловеч)
„Света Неделя“ е православна църква в град Ловеч, северна България, енорийски храм на Ловчанската епархия на Българската православна църква.

## История
Църквата е издигната в махалата Вароша в 1843 година. До изграждането на „Света Троица“ през 70-те години на XIX век, църквата е катедрален храм на Ловчанската епархия.

## Архитектура
Църквата е масивно изградена и засводена. Наосът на храма е скъсен, а олтарната част завършва с много дълбока, закръглена апсида. В 1859 година е прибавена обширна емпория и към наоса е пристроен притвор, а над него е оформена женска църква.

## Интериор
Изографисването е от 1873 година, дело на дебърските майстори Наум и Ненчо Илиеви. В нартекса двамата оставят надпис: „Пріложи двете кубета и олтарѧтъ съ артиката заедно господин Пенчу Павлувъ; съсъ своимъ іждівеніемъ: 1873 іунна: 10: рукописаха, Ненчу Іліевъ и братъ его Наумъ дебралій:“. В църквата се пазят и две икони от братята – на Свети Спиридон и Събор Архангелски.
Иконостасът на църквата е резбован, дар от бояджийския еснаф на града, дело на тревненски резбари.